# Clavaria filiola
Clavaria filiola är en svampart som beskrevs av Corner 1950. Clavaria filiola ingår i släktet Clavaria och familjen fingersvampar.   Inga underarter finns listade i Catalogue of Life.